# La Corbeille enchantée
La Corbeille enchantée byl francouzský němý film z roku 1903. Režisérem byl Georges Méliès (1861–1938). Film je považován za ztracený.

## Děj
Farmář navštíví kouzelníka, aby viděl několik jeho nejlepších triků. Kouzelník vytáhne z kytice květin půvabnou a krásnou dívku, kterou se uchvácený farmář pokusí políbit. Místo ní však políbí ďábla, který ho nemilosrdně zbije a nakonec zničí na tisíc kousků. Kouzelník se farmáře zeptá, jestli nechce vidět další představení, ale ten se raději rozhodne s velkou hrůzou utéct.